# Alpioniscus trogirensis
Alpioniscus trogirensis är en kräftdjursart som beskrevs av Buturovic 1955. Alpioniscus trogirensis ingår i släktet Alpioniscus och familjen Trichoniscidae. Inga underarter finns listade i Catalogue of Life.